# 二町谷の漣痕

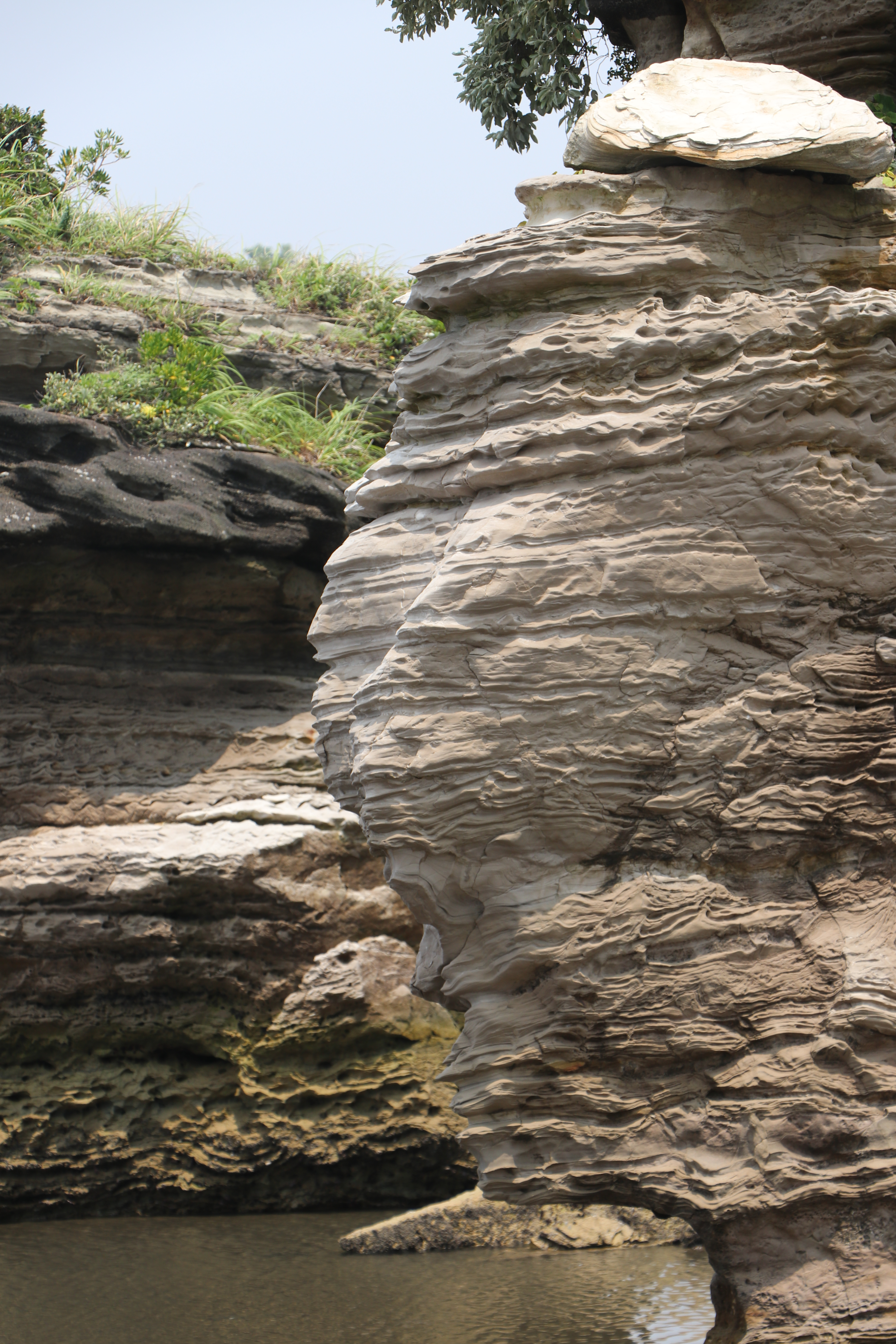
トンビ山に見られる二町谷の漣痕

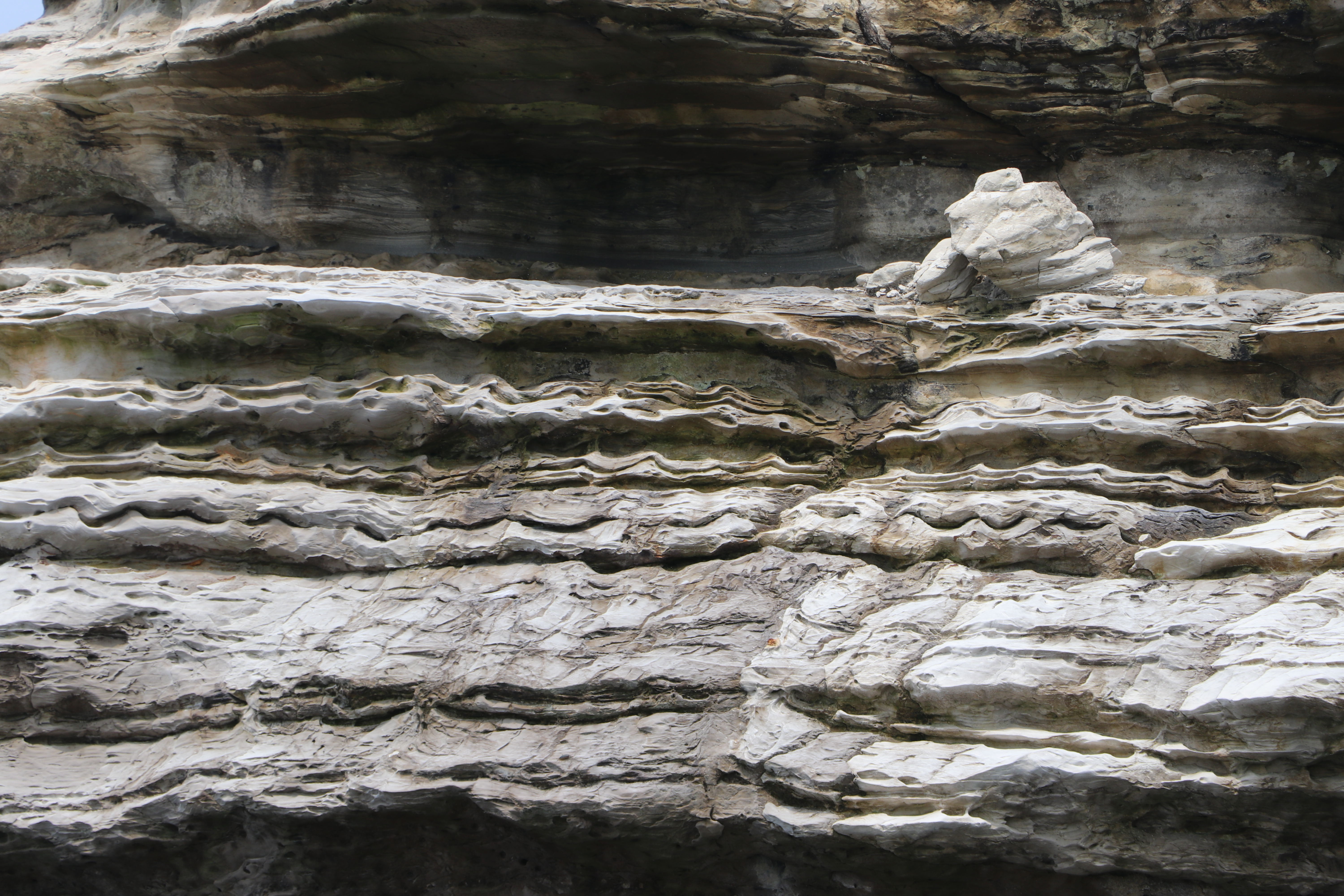
小島に見られる二町谷の漣痕

二町谷の漣痕（ふたまちやのれんこん）は神奈川県三浦市二町谷地区（同市海外町（かいとちょう）地先）に所在する神奈川県指定天然記念物である。

## 概要
三浦層群三崎層内に位置する露頭から観察可能であり、陸側のトンビ山やそれに続く小島、道路わきの岩礁に見られる。1957年2月19日に神奈川県指定天然記念物となっており、県指定天然記念物の登録名は「漣痕(波調層)」である。しかし「漣痕」と称されているが、後述の通り現在では二次的な地層の変形によって生じたものと考えられている。

### 成因
成因について、様々な解釈がなされてきた。1978年に神奈川県教育委員会によって編纂された「神奈川県文化財図鑑」においては名称の通り漣痕であると記されているが、小島 (1980)はスランプ褶曲であると考えた。柴田 (2009)はコンボルート葉理であると結論付けた。

## 所在地
- 神奈川県三浦市海外町3958地先岩礁[1]